# موپین (اورگن)
موپین (به انگلیسی: Maupin) شهری در شهرستان بیکر ایالت اورگن است و در سرشماری سال ۲۰۱۱ میلادی، ۴۱۶ نفر جمعیت داشته که نسبت به سال ۲۰۱۰، ۰٫۴۸ درصد رشد جمعیت داشته‌است.